# Josef Latislav
Josef Latislav (* 31. července 1952, Jablonec nad Nisou) je bývalý český fotbalista, záložník.

## Fotbalová kariéra
V československé lize hrál za LIAZ Jablonec, RH Cheb a TJ SU Teplice. Nastoupil ve 110 ligových utkáních a dal 3 góly.

## Ligová bilance
| Ročník                                   | Zápasy | Góly | Minuty | Klub          |
| ---------------------------------------- | ------ | ---- | ------ | ------------- |
| 1. československá fotbalová liga 1974/75 | 27     | 1    | -      | LIAZ Jablonec |
| 1. československá fotbalová liga 1975/76 | 27     | 0    | -      | LIAZ Jablonec |
| Česká národní fotbalová liga 1978/79     | -      | -    | -      | LIAZ Jablonec |
| 1. československá fotbalová liga 1979/80 | 25     | 1    | 2142   | RH Cheb       |
| 1. československá fotbalová liga 1980/81 | 9      | 1    | 741    | RH Cheb       |
| Česká národní fotbalová liga 1981/82     | 28     | 0    | -      | TJ SU Teplice |
| Česká národní fotbalová liga 1982/83     | 23     | 4    | -      | TJ SU Teplice |
| 1. československá fotbalová liga 1983/84 | 22     | 0    | 1676   | TJ SU Teplice |
| 1. LIGA CELKEM                           | 110    | 3    | 4559   |               |